# Rafael Alonso
Rafael Alonso Ochoa (Madrid, 5 luglio 1920 – Madrid, 24 agosto 1998) è stato un attore e regista spagnolo.

## Filmografia parziale

### Attore
Cinema
- Benvenuto, Mister Marshall! (Bienvenido Mister Marshall), regia di Luis García Berlanga (1953)
- Esa pareja feliz, regia di Juan Antonio Bardem e Luis García Berlanga (1953)
- Cómicos, regia di Juan Antonio Bardem (1954)
- El baile, regia di Edgar Neville (1959)
- Mi calle, regia di Edgar Neville (1960)
- Il mio amore è scritto sul vento (Pecado de amor), regia di Luis César Amadori (1961)
- Marisol contro i gangster (Tómbola), regia di Luis Lucia (1962)
- Le bellissime gambe di mia moglie (La casta Susana), regia di Luis César Amadori (1963)
- La ragazza meravigliosa (La chica del trébol), regia di Sergio Grieco (1963)
- I cento cavalieri, regia di Vittorio Cottafavi (1964)
- La corsa pazza di sorella sprint (Sor Citroen), regia di Pedro Lazaga (1967)
- Il trapianto, regia di Steno (1970)
- L'inafferrabile invincibile Mr. Invisibile, regia di Antonio Margheriti (1970)
- El astronauta, regia di Javier Aguirre (1970)
- Las ibéricas F.C., regia di Pedro Masó (1971)
- Tormento, regia di Pedro Olea (1974)
- La lozana andalusa (La lozana andaluza), regia di Vicente Escrivá (1976)
- Pepito piscina, regia di Luis María Delgado (1978)
- La escopeta nacional, regia di Luis García Berlanga (1978)
- 7 ragazze di classe, regia di Pedro Lazaga (1979)
- Los bingueros, regia di Mariano Ozores (1979)
- La tía de Carlos, regia di Luis María Delgado (1982)
- L'alveare (La colmena), regia di Mario Camus (1982)
- El currante, regia di Mariano Ozores (1983)
- Colpo di stato. Spagna 18 luglio 1936 (Dragón Rapide), regia di Jaime Camino (1986)
- Mi general, regia di Jaime de Armiñán (1987)
- Svegliati, che non è poco (Amanece, que no es poco), regia di José Luis Cuerda (1989)
- Le cose dell'amore (Las cosas del querer), regia di Jaime Chávarri (1989)
- ¡¡Semos peligrosos!! (uséase Makinavaja 2), regia di Carlos Suárez (1993)
- Tutti in carcere (Todos a la cárcel), regia di Luis García Berlanga (1993)
- Al otro lado del túnel, regia di Jaime de Armiñán (1994)
- Il cane dell'ortolano (El perro del hortelano), regia di Pilar Miró (1996)
- El abuelo, regia di José Luis Garci (1998)

Televisione
- Estudio 1 - serie TV, 8 episodi (1970-1980)
- Los gozos y las sombras - serie TV, 10 episodi (1982)
- Lecciones de tocador - serie TV, 12 episodi (1983)
- Media naranja - serie TV, 12 episodi (1986)
- Una gloria nacional - serie TV, 10 episodi (1993)
- Compuesta y sin novio - serie TV, 13 episodi (1994)
- Villarriba y Villabajo - serie TV, 24 episodi (1994-1995)
- Hostal Royal Manzanares - serie TV, 19 episodi (1996)

### Regista
- Hoy no pasamos lista (1950)

## Premi
- Premi Goya
  - 1999: Premio Goya alla carriera
- Medallas del Círculo de Escritores Cinematográficos
  - 1960: "Mejor Actor Secundario" (El baile)
  - 1983: "Mejor Actor" (L'alveare)
  - 1999: "Mejor Actor" (El abuelo) - condiviso con Fernando Fernán Gómez
- National Syndicate of Spectacle
  - 1959: "Special Mention" (El baile)
- Unión de Actores y Actrices
  - 1999: "Premio alla carriera"
- TP de Oro
  - 1999: "Premio alla carriera"
- Premios ACE
  - 1984: "Cinema - Best Supporting Actor" (L'alveare)